# Walter Moers
Walter Moers (Mönchengladbach, Alemania, 24 de mayo de 1957) es un escritor y autor de cómics alemán.

## Vida y obra
Empezó a publicar en 1984 en el fanzine PLOP. Se dio a conocer con cómics caracterizados por un punto de vista irónico del mundo y una consciente violación de lo políticamente correcto. Muchos de sus trabajos aparecieron primero en la revista satírica Titanic.
Sus personajes de cómic más conocidos son:
- Das kleine Arschloch ('El pequeño hijoputa'): un chico precoz que se dedica a hacer todo tipo de comentarios y acciones sobre todo el mundo, sin hacer distinciones en cuanto a raza, edad o religión.
- Der alte Sack, un enfermo terminal en silla de ruedas que hace comentarios sarcásticos sobre todo lo que ve.
- Adolf, die Nazisau, una satírica interpretación sobre Adolf Hitler en el mundo actual.

Además de estos cómics, claramente dirigidos a un público adulto, Moers también ha estado publicando historias y libros infantiles desde 1985. Recientemente, Moers también ha ganado fama por sus novelas, especialmente por la saga de Zamonia.
En lo referente a su vida privada, Moers siempre evita la publicidad y concede entrevistas en contadas ocasiones. Asimismo, tampoco permite que se le fotografíe.

## Obras
- Die Klerikalen, 1985 (cómic)
- Aha!, 1985 (cómic)
- Hey!, 1986 (cómic)
- Das Tier, 1987 (historia con ilustraciones)
- Schweinewelt, 1987 (cómic)
- Die Schimauski-Methode, 1987 (libro infantil)
- Herzlichen Glückwunsch, 1985 (cómic)
- Von ganzem Herzen, 1989 (cómic)
- Kleines Arschloch (El pequeño hijoputa, LaCúpula), 1990 (cómic)
- Schöne Geschichten, 1991 (cómic)
- Das kleine Arschloch kehrt zurück, 1991 (cómic)
- Schöner leben mit dem kleinen Arschloch, 1992 (sátiras ilustradas)
- Es ist ein Arschloch, Maria, 1992 (cómic)
- Der alte Sack, ein kleines Arschloch und andere Höhepunkte des Kapitalismus, 1993 (cómic)
- Arschloch in Öl, 1993 (parodias gráficas)
- Du bist ein Arschloch, mein Sohn, 1995 (cómic)
- Sex und Gewalt, 1995 (cómic)
- Wenn der Pinguin zweimal klopft, 1997 (cómic)
- Kleines Arschloch – Der Film, 1997 (película: guion y letras de las canciones)
- Adolf, 1998 (cómic)
- Feuchte Träume, 1999 (cómic)
- Adolf, Teil 2, 1999 (cómic)
- Die 13½ Leben des Käpt'n Blaubär (Las 13 vidas y media del capitán Osoazul, Maeva), 1999 (novela)
- Käpt'n Blaubär – Der Film, 1999 (película infantil; guion)
- Ensel und Krete, 2000 (novela)
- Schwulxx-Comix, 2000 (cómic, con Ralf König)
- Wilde Reise durch die Nacht, 2001 (novela)
- Schamlos!, 2001 (cómics con material adicional)
- Der Fönig, 2002 (historia con ilustraciones)
- Rumo & Die Wunder im Dunkeln, 2003 (novela)
- Die Stadt der Träumenden Bücher, (La ciudad de los libros soñadores, Maeva), 2004 (novela)
- Adolf. Der Bonker, 2005 (cómic sobre los últimos días de Hitler en el búnker)
- Das kleine Arschloch und der alte Sack - Sterben ist Scheiße, 2006 (película: guion)
- Der Schrecksenmeister  (El maestro de las Burujas, Maeva) 2007 (novela)